# John Senex
John Senex (1678, Ludlow - 1740, Londres) fue un cartógrafo, grabador, explorador y geógrafo de la reina Ana de Gran Bretaña, editor y vendedor de mapas antiguos y, lo que es más importante, creador del mapa de bolsillo del mundo. Tenía un negocio en Fleet Street, donde vendía mapas.

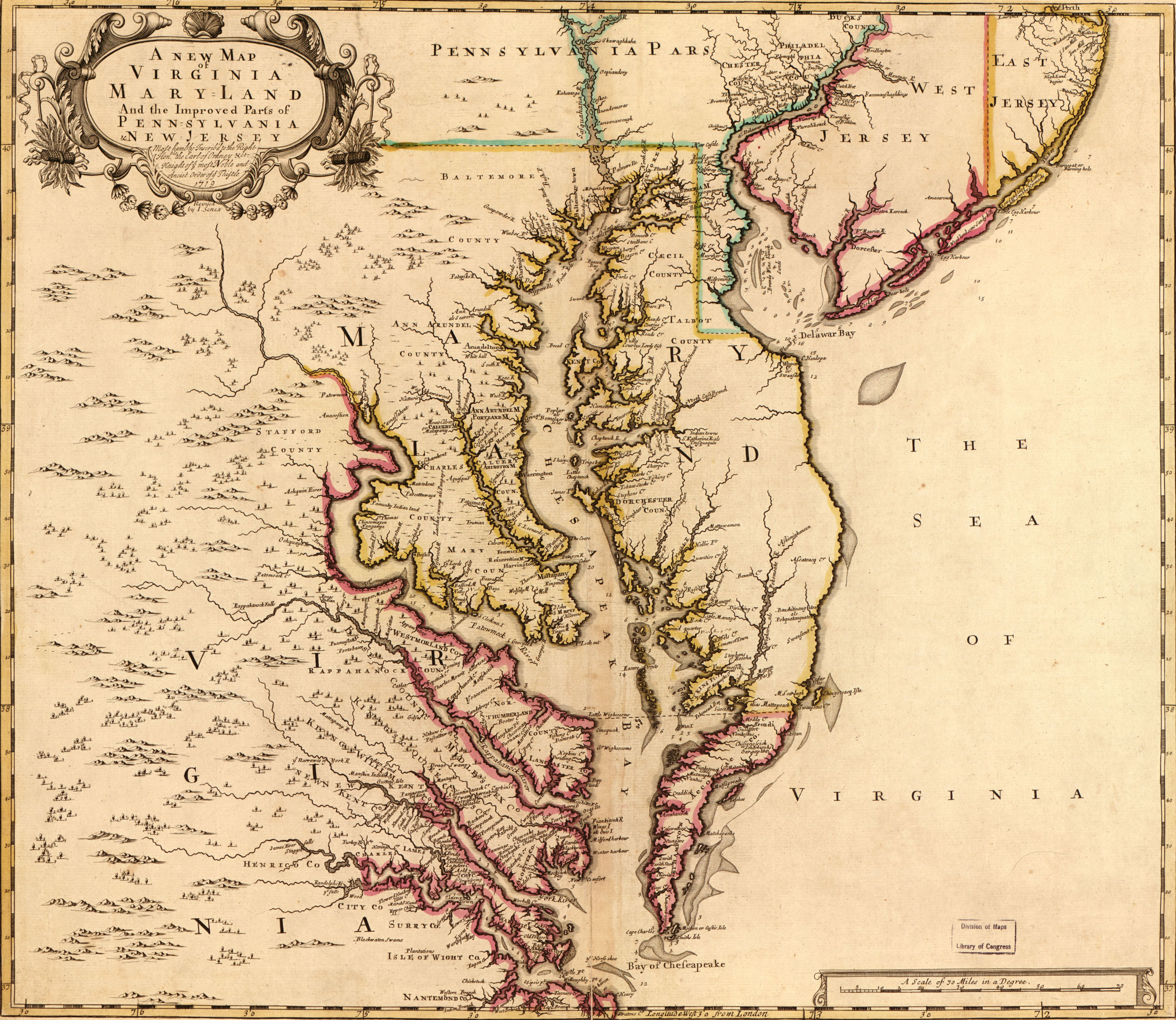
Mapa del área de Virginia

## Importancia
Fue uno de los principales cartógrafos del siglo XVIII. Comenzó su aprendizaje con Robert Clavell, en la Stationers Company, en 1692. Senex es famoso por sus mapas del mundo, algunos de los cuales han agregado elevaciones y cuentan con minúsculos grabados detallados. Muchos de estos mapas se pueden encontrar en colecciones de museos; Estas copias raramente se encuentran disponibles para la venta entre privados. Algunas copias se conservan en el Museo Marítimo Nacional; muchos de sus mapas están ahora en posesión del Trinity College Dublin. Habiendo trabajado y colaborado con Charles Price, Senex creó una serie de grabados para los Almanaques de Londres y en 1714 publicó junto con Maxwell un Atlas en inglés. En 1719 publicó una edición en miniatura de Britannia de John Ogilby. Se interesó particularmente en representar a California como una isla en lugar de como parte del continente de América del Norte, un rasgo que hace que muchos de sus mapas sean atractivos para los coleccionistas. En 1721 publicó un nuevo atlas general. Utilizó el trabajo del cartógrafo Guillaume de L'Isle como influencia.

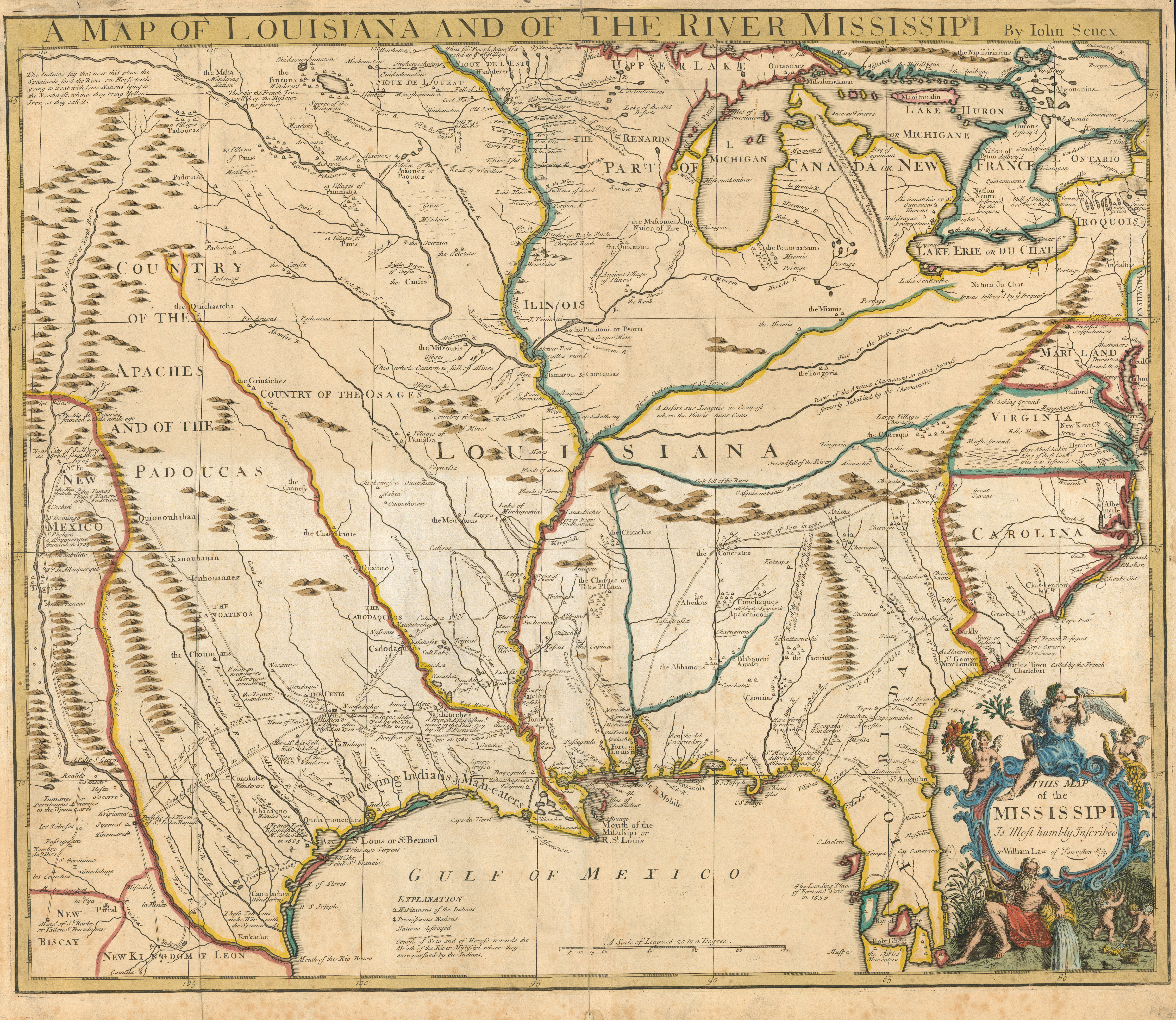
Mapa de Luisiana y el Misisipi

En 1728, Senex fue elegido miembro de la Royal Society de Londres.